# Leonardo da Vinci (akcijski program)
Leonardo da Vinci je bil program Evropske unije, zasnovan leta 1995. Bil je del programa Vseživljenjsko učenje (2007–2013), pred tem je potekal v dveh fazah, I (1995–1999) in II (2000–2006). Namenjen je bil mladim v poklicnem izobraževanju, ki so odšli na usposabljanje v tujino. Od leta 2000 so ti najraje odšli v Nemčijo, Združeno kraljestvo, Španijo, Francijo in Italijo.
V Sloveniji je zanj skrbel CMEPIUS. Slovenski udeleženci so največkrat odšli v sosednje države na usposabljanje na področju gostinstva in turizma.